# San Rafael de Lebrija
San Rafael de Lebrija es un centro poblado del Departamento de Santander (Colombia), bajo jurisdicción del municipio de Rionegro. Es considerado el corregimiento más poblado e importante del municipio. Está situada muy cerca del río Lebrija. Tiene aproximadamente 12.500 habitantes.

## Propuesta de elevación a municipalidad
Desde hace varios años existe una propuesta para la creación de un nuevo municipio colombiano en el departamento de Santander entre los habitantes de los centros poblados: Badillo, Bocas del Rosario, Carpintero, El Guayabo, Papayal, San José de los Chorros, Sitio Nuevo, Veinte de Julio, Vijagual y como cabecera municipal: San Rafael de Lebrija, del cual este último llevaría el nombre de esta nueva municipalidad, desprendiéndose de los municipios de Rionegro y Puerto Wilches.